# 대발견 세상에 이런 법이
대발견 세상에 이런 법이는 KBS 2TV의 교양프로그램인데 '출발!마법전사'코너에서 개그맨 백재현 등 출연진이 이스라엘 공항에 주인없는 가방을 놓는 실험을 제작진이 몰래카메라로 찍었던 것이 비밀경찰에 의해 카메라를 적발당한 데다 수영이 금지된 사해에 백재현 등이 수영복 차림으로 바닷속에 들어가는 등 눈살을 찌푸리게 하는 행동을 연발해 시청자들로부터 따끔한 눈초리를 샀다.
이후, 퀴즈 정글과 시간대를 맞바꿔 2001년 8월 1일부터 일요일 오전 8시 40분에서 화요일 오후 6시 30분으로 이동했는데 인간극장이 2001년 가을개편 때 1TV 평일 오후 7시로 옮기면서 생긴 개편에 따라 막을 내렸고 2000년 가을 KBS의 모든 프로그램에서 빠졌던 메인 MC 김미화는 2001년 봄 개편 때 해당 프로그램 메인 사회자, 쇼 파워 비디오 보조 진행을 맡아 KBS 출연 활동을 재개했는데 수업(성균관대 사회복지학부 2001학번) 일정 뿐 아니라 2001년 10월 KBS 라디오 DJ로 발탁되면서 스케줄 조절에 어려움을 겪어 해당 프로그램이 2001년 가을개편 때 막을 내린 데다 쇼 파워 비디오에서도 같은 시기 하차한 후 2001년 5월 중순부터 복귀한 KBS 2TV 개그콘서트 외엔 모든 TV 프로그램 활동을 잠정 중단했다.

## 기획 의도
법과 오락을 접목시킨 버라리어티쇼이다.

## 같이 보기
- 솔로몬의 선택 (SBS)
- TV 생활법정
- 의뢰인 K